# Bàn Long, Côn Minh
Bàn Long (tiếng Trung: 盘龙区) là một quận nội thành phía đông bắc của thành phố Côn Minh, Vân Nam, Cộng hòa Nhân dân Trung Hoa. Diện tích của Bàn Long là 340 km², dân số năm 2004 là 600.000 người. Quận này được thành lập tháng 10 năm 1956, có 8 nhai đạo là: Thác Đông (拓东街道), Cổ Lâu (鼓楼街道), Đông Hoa (东华街道), Liên Minh (联盟街道), Kim Thần (金辰街道), Thanh Vân (青云街道), Long Tuyền (龙泉街道), Tì Bá (茨坝街道) và 2 hương: Tùng Hoa (松华乡), Song Long (双龙乡).